# Fängelse
Fängelse és una pel·lícula sueca dirigida per Ingmar Bergman, estrenada el 1949.

## Argument
A part del cineasta Martin Grandé, els personatges són tipus: Thomas, escriptor; la seva dona Sofi, que el deixa després que li proposi un pacte suïcidi; Birgitta Carolina Søderberg, una prostituta adolescent; i en Peter, el seu proxeneta amb qui té un fill que ell mata. La pel·lícula presenta a Thomas vivint l'escenari que Grandé i ell van discutir, un món que és realment l'infern i governat pel Diable en comptes de Déu. Ell i Birgitta són incapaços d'escapar de la seva infelicitat junts.

## Repartiment
- Doris Svedlund: Birgitta Carolina Soederberg
- Birger Malmsten: Thomas
- Eva Henning: Sofi
- Hasse Ekman: Martin Grande
- Stig Olin: Peter
- Irma Christenson: Linnea
- Anders Henrikson: Paul
- Marianne Löfgren: Mrs. Bohlin
- Bibi Lindqvist: Anna
- Curt Masreliez: Alf

## Producció
El productor Lorens Marmstedt va acceptar finançar el rodatge del guió experimental de Bergman, que el director va dir que explorava en gran part la pregunta: "Is earth Hell?" El rodatge, amb un pressupost molt baix d'aproximadament 30.000 dòlars, va tenir lloc durant només 18 anys. dies, utilitzant un estil de cinematografia expressionista; la caracterització és mínima i l'actuació plana, d'acord amb l'èmfasi en el simbolisme existencial. En un moment donat, amb més distanciament, Thomas i Birgitta miren junts una pel·lícula muda ridícula.